# Alinula
Alinula es un género de plantas herbáceas de la familia de las ciperáceascon cuatro especies.

## Taxonomía
El género fue descrito por Jean Raynal y publicado en Adansonia 17: 43. 1977. La especie tipo es: Alinula lipocarphoides (Kük.) J.Raynal

## Especies aceptadas
A continuación se brinda un listado de las especies del género Alinula aceptadas hasta febrero de 2014, ordenadas alfabéticamente. Para cada una se indica el nombre binomial seguido del autor, abreviado según las convenciones y usos.
- Alinula lipocarphoides (Kük.) J.Raynal
- Alinula malawica (J.Raynal) Goetgh. & Vorster
- Alinula paradoxa (Cherm.) Goetgh. & Vorster
- Alinula peteri (Kük.) Goetgh. & Vorster